# Копичко Володимир Петрович
Володимир Петрович Копичко — український інженер-механік, поет, бард.

### Життєпис
Народився 10 березня 1956 р. в м. Новосибірськ, у сім'ї військовослужбовця.
У 1970 р. родина переїхала в Україну, в м. Суми.
У 1973 р. закінчив Сумську середню школу № 3 і вступив до Харківського авіаційного інституту (ХАІ), який закінчив з відзнакою літакобудівного факультету ХАІ за фахом «інженер-механік з літакобудування».
В 1979 р. Копичко призвали до лав Радянської Армії.
Після демобілізації, з липня 1981 — по грудень 1983 рр. працював інженером у Галузевій науково-дослідній лабораторії композитних матеріалів кафедри конструкцій літальних апаратів ХАІ.
У 1986 р. закінчив очну аспірантуру ХАІ та захистив кандидатську дисертацію на здобуття наукового ступеню кандидата технічних наук.
У 1987–1993 рр. — молодший науковий співробітник ГНДЛ КМ кафедри 403 ХАІ, науковий співробітник СКБ ХАІ. Рішенням ВАК при СМ СРСР йому присвоєне вчене звання старшого наукового співробітника за спеціальністю «Проектування і конструкції літальних апаратів».
У 2002 р. вийшла книга «Авиация в сельском хозяйстве: история, техника, технология, экономика» під  редакцією В. Копичка в співавторстві з В. Агарковим, А. Дибиром, С. Халіловим, І. Хоменко.
У 1991–2006 рр. Володимир Петрович — директор ТОВ Науково-виробниче підприємство «Кортес», що спеціалізується на розробці та виготовленні спортивного інвентарю для професійного спорту.

### Наукова і виробнича діяльність
В. П. Копичко автор поетичних збірок: «Харьковский вальс» (1997, разом з Ю.Копичко). «Костры молчания»  (2000, разом з Ю.Копичко), «Род Дня» (2002), «Псалмов божественних мотивы» (2005), «Харків'яни. Поема про місто в штатах поетичних творів» (2007), «Вслед убегающей воде» (2007), «Крайние осени» (2011), «Парафразы книг Библии. Песнь песней Соломона. Апокалипсис» (2012), «Библейские мотивы. Псалтырь. Екклезиаст. Песнь песней Соломона. Апокалипсис: поэтические переложения» (2013).
У «творчому портфелі» Володимира Петровича більше 250 пісень, написаних на власні вірші і вірші харківських поетів. Вони лягли в основу кількох магнітоальбомів авторської пісні: «Харьковский вальс», «Таксист», «Охота», «20 лет спустя», «Стансы белых ночей», «Саламандра», «Гаутама», "Время «Ч», «Дубна-2000», «Время остановок», «Время грязных поцелуев», «Волшебная скрипка», «Что нужно для счастья».
В. Копичко колекціонер поетичних творів, присвячених або пов'язаних із Харковом.
У 2007 р. вийшла книга «Харків'яни. Поема про місто в цитатах поетичних творів», написана спільно з його дружиною Юлією Копичко.
Володимир Петрович Копичко член творчої асоціації літераторів «Слобожанщина», дипломант конкурсу авторської пісні «Харківський майдан — 2000», кавалер ордена Преподобного Нестора Літописця 3 ступеня (2005).